# Mk 82 (爆弾)
Mk.82（Mark 82、マーク82）は、ダグラス・エアクラフト社が開発した航空機搭載爆弾。アメリカ軍が制式化しているMk.80シリーズの低抵抗通常爆弾（Low-Drag General-Purpose bomb, LDGP）としては2番目に小さく、重量500ポンド（227kg）クラスのモデルとなる。単体で無誘導爆弾として投下することもできるが、GPS誘導のJDAMキットなどを装着することで誘導爆弾としても用いることができる。

## 開発と配備

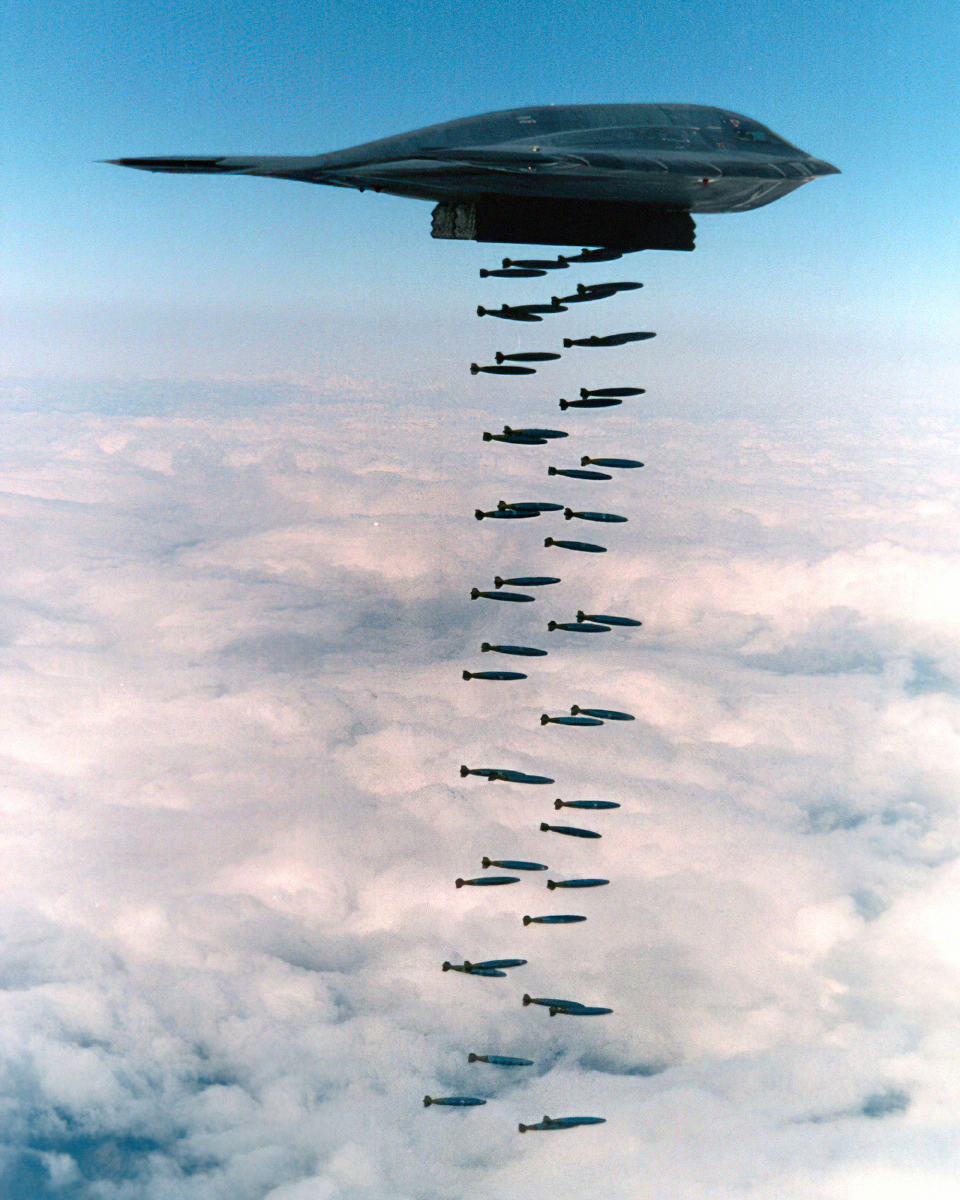
カリフォルニアのムグーに配備されるB-2 スピリットが、太平洋においてMk.82の投下訓練を行っている様子

現在運用されている通常の500ポンド爆弾（227kg）としては最小であり、世界で最も一般的な空中投下型の兵器である。Mk.82の重量は500ポンドとされているが、実際にはその派生型の形態によって510-570ポンドまでの幅があると考えられる。この爆弾は、流線型の金属ケースに192ポンド（89kg）のトリトナール高性能炸薬が封入されている。
Mk.82は、単体で無誘導爆弾として投下することもできるが、目的に応じて安定翼や減速装置、信管や各種の誘導キットを装着することで、誘導爆弾としても用いることができる。使用される主な誘導爆弾化キットと、装着後の誘導爆弾としての名称は下記の通りとなる。
- ペイブウェイII（レーザー誘導） - GBU-12
- JDAM（GPS誘導） - GBU-38
- LJDAM（レーザー/GPS併用誘導） - GBU-54
- 91式爆弾用誘導装置（赤外線ホーミング誘導）※航空自衛隊のみ

1967年に発生した空母「フォレスタル」の火災事故は、搭載爆弾に対する安全性への警鐘を鳴らした。これをきっかけに、アメリカ海軍の兵器システム爆発物安全評価委員会は爆弾の試験を行い、そのテストレポートによれば、Mk.82の過熱による早期爆破（コックオフ）までの時間は、およそ2分20秒ほどであるとされた。
配備され、実戦投入されたケースとしては、4,500発以上ものGBU-12 ペイブウェイIIが湾岸戦争においてイラクに投下された。

## 低空運搬
低空侵入爆撃において、投下母機が自分の投下した爆弾による爆風や破片効果で損傷をこうむるのは容易に起こり得る。なぜなら、航空機と爆弾が目標付近に同時に到達するからである。戦闘においては、Mk.82通常爆弾は、尾部に高抵抗フィンを装備することができる。これは、その形状から"スネークアイ"と呼ばれる。

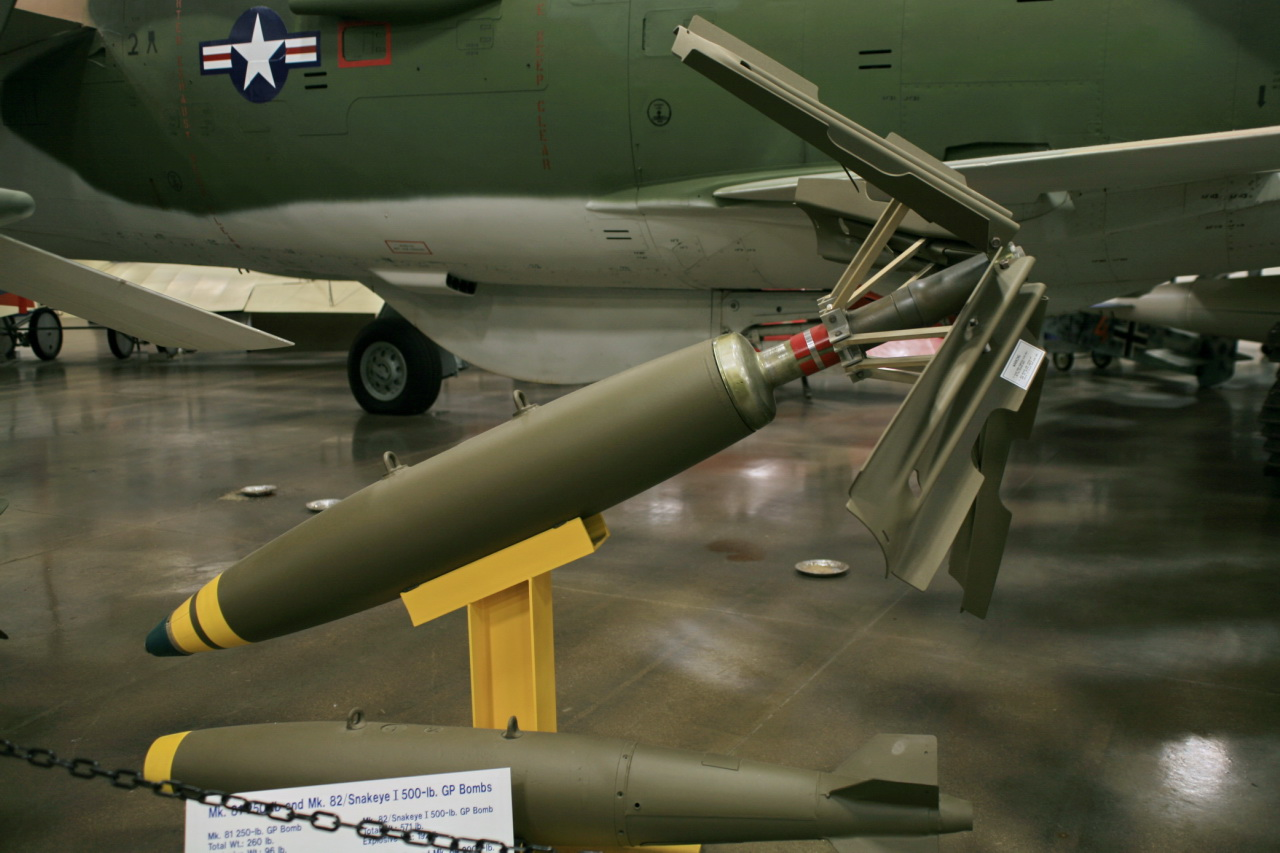
尾部減速ユニット装備のMk.82。この写真の爆弾は通常作戦時の塗装が施され、信管が未装着状態である
museum display Mk 82この写真も同様に展示目的で低高度爆撃用の高抵抗フィン"スネークアイ"を装備し、投下時の様子が再現されている

この尾部ユニットは、投下前には4枚のフィンが十字に細く折りたたまれており、投下時にバネによって展開される。この開かれたフィンが抗力を増大させて爆弾の速度を落とし、投下母機が十分に目標から離れるまでの時間を確保した後、着弾する。

## 派生型
BLU-111/B
Mk.82から派生した地中貫通爆弾。PBXN-109低感度爆薬を封入しており、重量は480ポンド。JDAMやJSOW（A-1型）の弾頭としても用いられる。
BLU-111A/B
アメリカ海軍によって運用される。BLU-111/Bに、燃料火災からの誘爆を防止するための熱防御コーティングを施したタイプである。
BLU-126/B
爆撃による付随的被害を軽減するという米海軍の要請により設計されたものである。このタイプの運用は遅くとも2007年3月には行われた。これは、低付随被害爆弾（Low Collateral Damage Bomb, LCDB）とも呼ばれ、BLU-111よりも少量の火薬しか封入されない。重量を等しくするため、非爆発性の詰め物が代わりに入っており、BLU-111と同様の弾道特性を保っている。
Mk.36 DST・Mk.62 クイックストライク機雷
Mk.82を改造した機雷である。